# 무승부

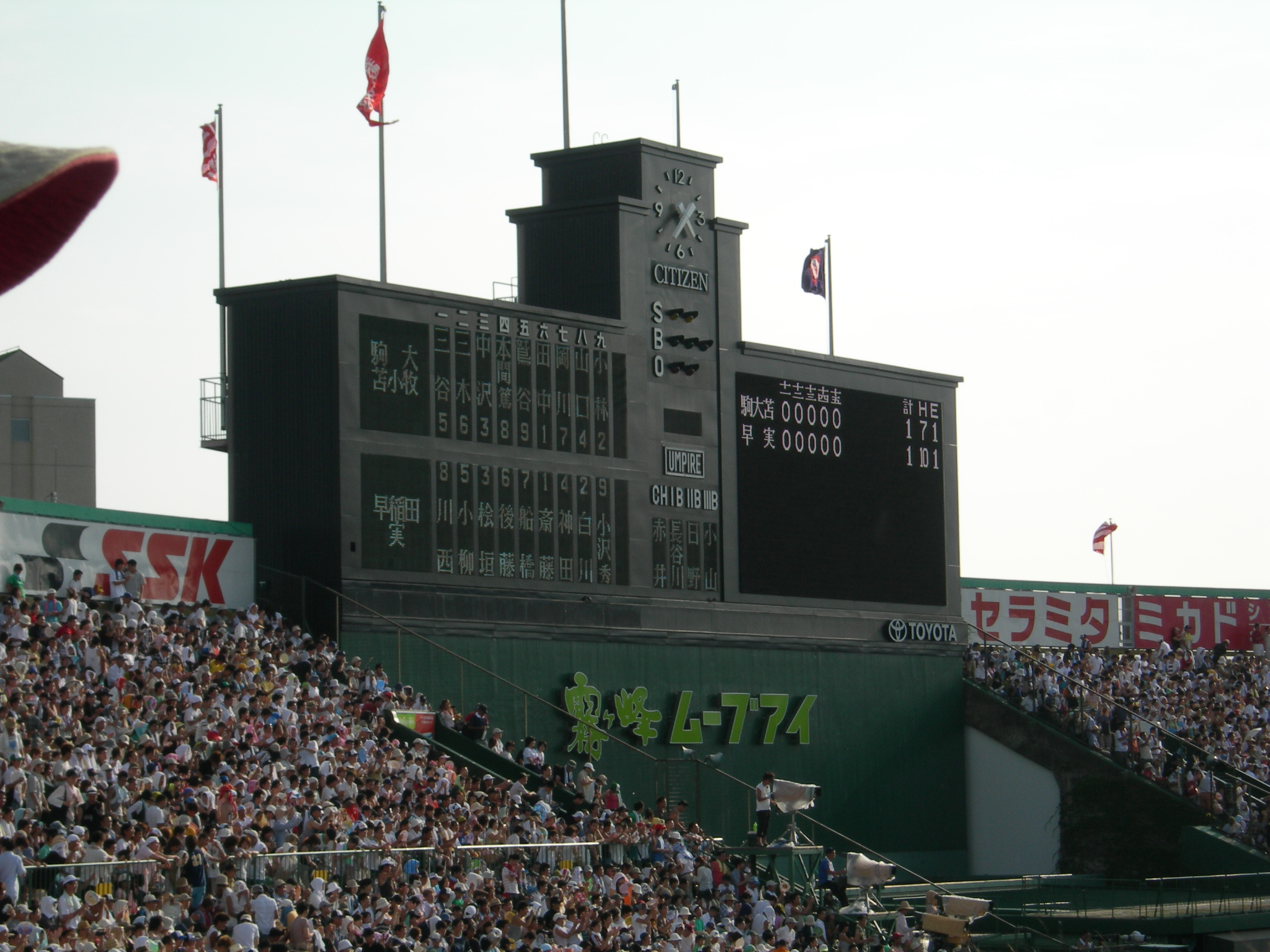

무승부(無勝負)는 승부에서 종료되었지만, 승자 및 패자가 없는 경우를 가리킨다.
경쟁 스포츠에서 결과가 동일하거나 결정적이지 않을 때 무승부 또는 동점이 발생한다. 일부 스포츠와 게임에서는 동점 또는 무승부가 가능하지만 전부는 아니다. 교착 상태라고도 하는 이러한 결과는 정치, 비즈니스 등 삶의 다른 영역에서도 발생할 수 있으며, 문제에 대해 서로 다른 파벌이 있는 곳이면 어디에서나 발생할 수 있다.

## 같이 보기
- 타이브레이크
- 합의 무승부